# Tritenii de Jos
Tritenii de Jos es una comuna de Rumania, en el distrito de Cluj. Su población en el censo de 2002 era de 5.080 habitantes.
- Datos: Q12725216
- Multimedia: Tritenii de Jos, Cluj / Q12725216

1. ↑  Worldpostalcodes.org,código postal n.º 407550.